# Carlo Kriete
Carlo Kriete (* 2. Juni 1924 in Hamburg; † 24. Dezember 1989 ebenda) war ein Hamburger Maler, Zeichner und Grafiker.

## Leben und Werk
Die künstlerische Entwicklung Krietes begann 1940 mit eigenen Ölgemälden. Nach Kriegsdienst wurde er 1945 von Friedrich Ahlers-Hestermann an der Hochschule für bildende Künste Hamburg aufgenommen, wo er die Klasse von Willem Grimm und Willi Titze (1890–1979) besuchte. 1948 brach er die Ausbildung ab. Der expressionistische Künstler Heinrich Steinhagen (1880–1948) nahm Kriete daraufhin in seinem „Haus Steinhagen“ am Wiesenredder in Hamburg-Rahlstedt als seinen einzigen Privatschüler auf. Neben Emil Nolde und Ernst Barlach war Steinhagen ein führender norddeutscher Künstler des frühen 20. Jahrhunderts. In dem Atelier von Steinhagen lernte Kriete u. a. auch den Hamburger Komponisten Joachim Schweppe kennen. Nach dem Tode Steinhagens übernahm Kriete die Pflege des Nachlasses seines Lehrers. Durch seinen Einsatz blieb das Werk Steinhagens auch nach dem Abriss des Steinhagenhauses im Jahr 1963 erhalten.

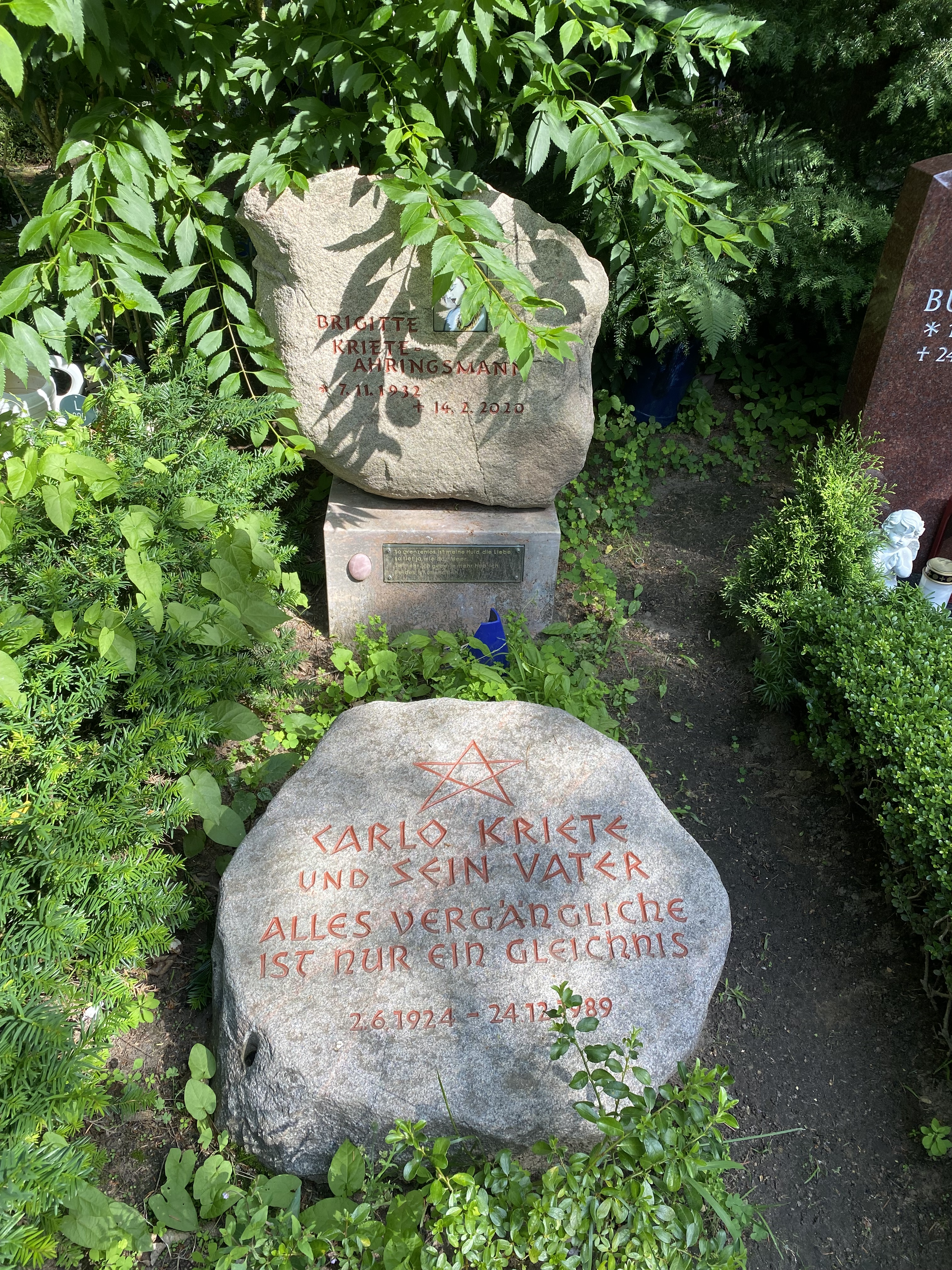
Grabstätte auf dem Rahlstedter Friedhof

Die künstlerische Ausdruckskraft Steinhagens formte Krietes Fähigkeiten und verhalf ihm zu einer eigenen Bildsprache. Nach verschiedenen Rahlstedter Wohnstätten konnte er 1970 am Baggesenstieg 25 in Hamburg-Poppenbüttel ein eigenes Atelier beziehen, das er im Laufe der Jahre ausbaute: die „Kriete“, wo auch Konzerte stattfanden. Im Jahre 1963 hatte er die Pianistin Brigitte Ahringsmann geheiratet – Justus Frantz war einer ihrer Schüler an der Hamburger Musikhochschule.
Thematisch bildeten sich im Werk Krietes mehrere Schwerpunkte. Neben Bildnissen von Menschen, malte er norddeutsche Landschaften. Daneben schuf er Werke, die sich mit seinen Kriegserlebnissen auseinandersetzten und religiöse Themen zum Inhalt haben. Sein zumeist gegenständlicher Stil lässt Kriete durchaus als Vorreiter und Mitgestalter der so genannten „Neuen Deutschen Malerei“ erscheinen. Doch unterscheidet er sich von dieser Stilrichtung durch die Ablehnung von Nacktheit und seiner eigenen existentiellen Ergriffenheit.
Das Lebenswerk von Carlo Kriete soll rund 700 Ölgemälde und über 2000 graphische Blätter umfassen. Bis heute gibt es jedoch keinen Werkkatalog des Künstlers. Werke Krietes befinden sich u. a. im Besitz der Hamburger Kunsthalle (Kupferstichkabinett) sowie in  Privatsammlungen im In- und Ausland.
Krietes letzte Lebensjahre waren durch Krankheit und Alkoholismus überschattet. Er wurde auf dem Rahlstedter Friedhof bestattet, sein Grab befindet sich in unmittelbarer Nähe seines Freundes Joachim Schweppe.